# Chef de famille en France
La notion juridique de chef de famille n'existe plus en France depuis 1970.
Le chef de famille détenait la puissance paternelle et avait priorité dans la signature des contrats. Il était le patriarche de la famille dans le sens où celle-ci retrouvait son unité en lui.
Depuis les années 1960, « le législateur essaie de promouvoir l'égalité des sexes, allant ainsi à l'encontre de la tendance « naturelle » de la société, qui ne la réalise pas spontanément ».

## Chronologie dans la législation
- Code civil de 1804 - Les époux ont un statut foncièrement inégalitaire : la loi du 26 ventôse an XI (17 mars 1803) dispose que la femme doit obéissance à son mari[2].
- Loi du 18 février 1938 - Suppression de la puissance maritale, de l'incapacité juridique totale de la femme mariée ainsi que de son devoir d'obéissance[3].
- Loi du 22 septembre 1942 - Association de la femme à la direction de la famille.
- Loi du 13 juillet 1965 - Réforme des régimes matrimoniaux : les Françaises n’ont plus besoin du consentement de leur mari pour choisir une profession ou pour ouvrir un compte en banque et disposer de leurs propres biens.
- Loi du 4 juin 1970 - Suppression de la notion de chef de famille au profit de l'autorité parentale conjointe[4].
- Loi du 23 décembre 1985 - Nouvelle réforme des régimes matrimoniaux : les époux deviennent véritablement égaux au regard de la loi.

## Sondages et recensements
Malgré la disparition de la notion de chef de famille dans le code civil en 1970, celle-ci a perduré pendant plusieurs décennies dans les instituts de sondage et de statistiques. En effet, aussi bien les sondages d'opinion que les études statistiques de répartition de la population sont basées sur la méthode des quotas qui nécessite d'attribuer une catégorie socio-professionnelle à chaque famille. Pour ce faire, le classement d'une famille dans telle ou telle catégorie dont les parents sont des deux sexes était jusqu'à une époque récente effectuée à partir de la profession du mari. Tout en conservant une distinction par le sexe, les instituts de sondage ont cependant petit à petit substitué le terme personne de référence du ménage au terme chef de famille. 
C'est en 2004 que l'INSEE a commencé à supprimer dans la plupart de ses enquêtes la détermination par le sexe de la personne de référence. Cette distinction n'a été supprimée dans les recensements que depuis 2016. En effet, les recensements sont utilisés dans de nombreux domaines, et la modification du mode de classification de la population nécessite de réévaluer les recensements précédents, afin d'éviter l'introduction fictive d'un biais entre les recensements précédents la modification du mode de classification et ceux qui le suivent, et une telle réévaluation est une opération lourde à mener. 
Dans cette nouvelle classification, la personne de référence, par exemple dans un couple d'actifs, est la personne la plus âgée, sans distinction de sexe.